# Haim Omer

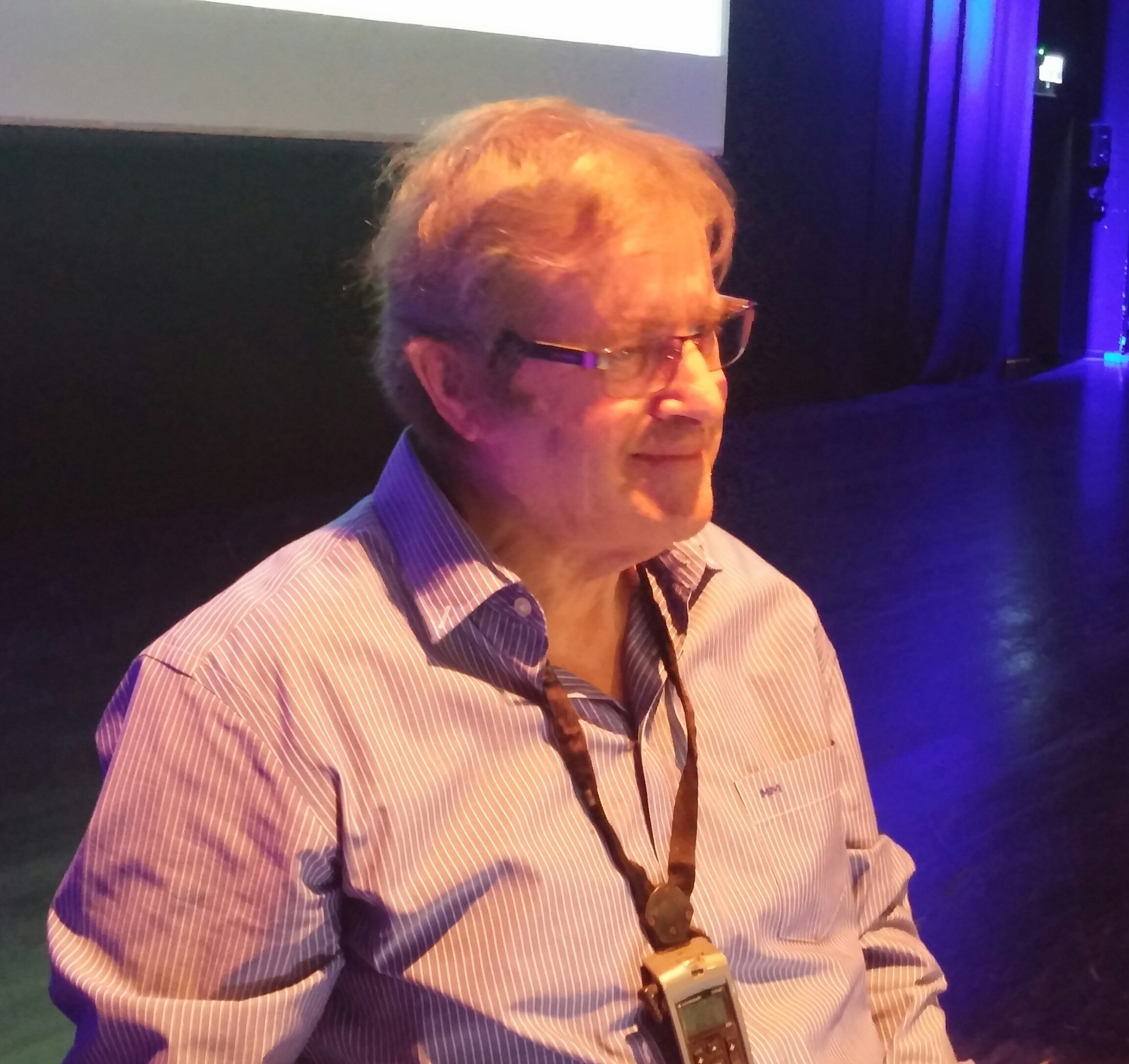
Haim Omer 2015

Haim Omer (hebräisch חיים עומר) (geb. 20. Juni 1949 in Brasilien) ist ein israelischer Psychologe und Autor.

## Leben
Haim Omer wurde in Brasilien als Sohn von Holocaust-Überlebenden geboren. Nach dem Sechstagekrieg 1967 wanderte er nach Israel aus. Er wohnte zunächst im Kibbuz Bror Chail und zog dann nach Jerusalem, wo er Psychologie an der Hebräischen Universität studierte und das Studium 1977 mit dem Master of Arts abschloss. 1986 promovierte er über das Thema Psychological Factors in Preterm Labor (Psychologische Faktoren bei vorzeitiger Wehentätigkeit). Infolge des Jom-Kippur-Krieges 1973 arbeitete Omer mit Soldaten, die unter posttraumatischen Belastungsstörungen litten. Es folgten Postdoc-Studien im Fachbereich Psychologie an der Harvard University in Cambridge (Massachusetts) und praktische psychologische Tätigkeiten an Schulen und Kliniken. Von 1988 bis 1998 war er zunächst Senior Lecturer, seit 1998 Lehrstuhlinhaber für Klinische Psychologie an der Gershon H. Gordon Faculty of Social Sciences at Tel Aviv University.

## Werk
Haim Omer ist auch im deutschsprachigen Raum bekannt durch seine Schriften aus dem Bereich der Erziehung. Als Antwort auf Autoritätsprobleme in der heutigen Erziehung entwickelte er, gemeinsam mit Arist von Schlippe, ein Konzept elterlicher Autorität durch Beziehung ohne Gewalt, ermöglicht durch Einbeziehung von sozialer Unterstützung. Er legt dar, dass es durch eine Autorität, die auf Distanz, Furcht und Bestrafung setze, zu einem Verlust an Bezogenheit komme. Als Alternative zeigt er eine Autorität durch Beziehung auf, die charakterisiert ist durch elterliche Präsenz und die Nutzung von Unterstützungssystemen, die dann Selbstkontrolle ermöglicht. Wichtig sind ihm Transparenz des Verhaltens der Erziehungspersonen, eine Grenzsetzung durch Entschlossenheit ohne Gewalt sowie das Aufzeigen von Möglichkeiten der Versöhnung und der Wiedergutmachung.
Omer entwickelte sein Konzept einer Neuen Autorität vor dem Hintergrund der Nonviolent resistance-Bewegung als sozialpolitischer Bewegung, der Systemischen Therapie und der Humanistischen Psychologie, bezieht aber ebenso verhaltenstherapeutische Vorgehensweisen mit ein.
Seine Schriften setzen sich mit aktuellen gesellschaftlichen Hintergründen der Erziehung auseinander und sind zugleich pragmatisch konzipiert. Damit richten sie sich sowohl an professionelle Erzieher und Berater als auch an Eltern. Die von ihm aufgezeigten Prinzipien werden auch im Umfeld der Diskussion um den Umgang mit gewaltbereiten Kindern und Jugendlichen rezipiert. Er referiert auch in deutscher Sprache.

„Und bist du nicht willig... so brauch ich Geduld“

## Publikationen (Auswahl)
- מבוי סתום: יחסים טיפוליים במילכוד. Moden Publishing, 1994.

- Critical Interventions in Psychology. From impasse to turning point. W. W. Norton, New York 1994, ISBN 978-0-393-70182-1.

- mit Nahi Alon: מעשה הסיפור הטיפולי. Moden Publishing, 1997.

- mit Nahi Alon: Constructing therapeutic narratives. Jason Aronson, 1997, ISBN 978-1-56821-856-4.

- Parental presence. Reclaming a leadership in bringing up our children. Zeig Tucker & Theisen, 2000, ISBN 978-1-891944-39-0.

- שיקום הסמכות ההורית. הוצאת מודן. Moden Publishing, 2000 (Übersetzung aus dem Englischen von Dror Green).

- mit Arist von Schlippe: Autorität ohne Gewalt. 8. Auflage. Vandenhoeck & Ruprecht, Göttingen 2011, ISBN 3-525-49077-1 (erstmals 2002).

- המאבק באלימות ילדים: התנגדות לא אלימה. Moden Publishing, 2002.

- Non-violent resistance: A new approach to violent and self-destructive children. Cambridge University Press, Cambridge 2004, ISBN 978-1-108-96543-9.
- mit Arist von Schlippe: Autorität durch Beziehung. Die Praxis des gewaltlosen Widerstands in der Erziehung. 6. Auflage. Vandenhoeck & Ruprecht, Göttingen 2012, ISBN 3-525-49077-1 (erstmals 2004).

- mit Nahi Alon: השטן שבינינו: מדמוניזציה להידברות. Books Publishing House, 2005.

- mit Nahi Alon: The psychology of demonization: Promoting acceptance and reducing conflict. Routledge, New York 2006, ISBN 978-0-8058-5665-1.
- mit Arist von Schlippe und Nahi Alon: Feindbilder – Psychologie der Dämonisierung. Vandenhoeck & Ruprecht, Göttingen 2007, ISBN 3-525-49100-X (Mit einem Vorwort des Dalai Lama).

- mit Eli Lebowitz: פחדים של ילדים: איך לתמוך במקום לגונן. Books Publishing House, 2007.

- mit Eli Lebowitz: Ängstliche Kinder unterstützen. Die elterliche Ankerfunktion. 2. Auflage. Vandenhoeck & Ruprecht, Göttingen 2015, ISBN 978-3-525-40218-4 (Übersetzung aus dem Hebräischen von Miriam Fritz Ami-Ad; erstmals 2012).
- mit Eli Lebowitz: Treating child and adolescent anxiety: A guide for caregivers. Wiley, New York 2013, ISBN 978-1-118-12101-6.

- הסמכות החדשה: במשפחה בבית הספר ובקהילה. Moden Publishing, 2008.

- The new authority: Family, school and community. Cambridge University Press, Cambridge 2011, ISBN 978-0-521-13776-8.
- mit Arist von Schlippe: Stärke statt Macht. Neue Autorität in Familie, Schule und Gemeinde. Vandenhoeck & Ruprecht, Göttingen 2012, ISBN 978-3-525-40203-0.

- עולם של פיתויים: איך נשמור על ילדינו בעידן השפע. Moden Publishing, 1913.

- Wachsame Sorge. Wie Eltern ihren Kindern ein guter Anker sind. Vandenhoeck & Ruprecht, Göttingen 2016, ISBN 978-3-525-40251-1.
- Parental vigilant care: A guide for clinicians and caretakers. Routledge, New York 2017, ISBN 978-1-138-65105-0.

- mit Philip Streit: Neue Autorität: Das Geheimnis starker Eltern. Vandenhoeck & Ruprecht, Göttingen 2016, ISBN 978-3-525-49158-4.

- מורים היום: מהישרדות לשליחות (Teachers Today: From Survival to Mission). 2018.

- Courageous teachers: Developing a new authority to cope with violence and chaos. Selbstverlag, 2021, ISBN 979-84-7199797-4.

- הורים אמיצים. Focus Publishing, 2018.

- Courageous parents: Becoming a good anchor for your children. Selbstverlag, 2021, ISBN 979-84-6514846-7.

- mit Regina Haller: Raus aus der Ohnmacht. Das Konzept der Neuen Autorität für die schulische Praxis. Vandenhoeck & Ruprecht, Göttingen 2019, ISBN 978-3-525-45913-3.

- Parenting during crisis and afterwards: Four guidelines for bringing your children to a safe harbor. eBook für Kindle, 2020.

- mit Dan Dulberger: Non-emerging adulthood: Helping parents and adult children with entrenched dependence. Cambridge University Press, Cambridge 2021, ISBN 978-1-108-81302-0.